# Santa Cruz (ort i Honduras, Departamento de Copán)
Santa Cruz är en ort i Honduras.   Den ligger i departementet Departamento de Copán, i den västra delen av landet, 200 km väster om huvudstaden Tegucigalpa. Santa Cruz ligger 1 048 meter över havet och antalet invånare är 863.
Terrängen runt Santa Cruz är huvudsakligen kuperad, men söderut är den bergig. Runt Santa Cruz är det ganska glesbefolkat, med 48 invånare per kvadratkilometer. Närmaste större samhälle är Cucuyagua, 16,7 km sydost om Santa Cruz. 